# Jianhu (köpinghuvudort i Kina, Zhejiang Sheng, lat 29,98, long 120,57)
Jianhu (kinesiska: 鉴湖, 鉴湖镇) är en köpinghuvudort i Kina. Den ligger i provinsen Zhejiang, i den östra delen av landet, omkring 49 kilometer sydost om provinshuvudstaden Hangzhou. Antalet invånare är 27 455. Befolkningen består av 13 718 kvinnor och 13 737 män. Barn under 15 år utgör 12,0 %, vuxna 15-64 år 77 %, och äldre över 65 år 10,0 %.
Runt Jianhu är det tätbefolkat, med 613 invånare per kvadratkilometer. Närmaste större samhälle är Shaoxing, 2,6 km norr om Jianhu. I omgivningarna runt Jianhu växer i huvudsak blandskog.
Genomsnittlig årsnederbörd är 2 022 millimeter. Den regnigaste månaden är juni, med i genomsnitt 356 mm nederbörd, och den torraste är januari, med 72 mm nederbörd.